# Arno Schirokauer
Arnold "Arno" Fritz Kurt Schirokauer (né le 20 juillet 1899 à Cottbus, mort le 24 mai 1954 à Baltimore) est un écrivain allemand.

## Biographie
Arno Schirokauer est le fils d'un médecin de campagne d'origine juive et de son épouse. Pendant la Première Guerre mondiale, il fait partie de la composante aérienne militaire et est gravement blessé en 1918. Après la guerre, il étudie la philologie à Berlin et à Halle et obtient un doctorat à Munich en 1921 sur un sujet d'études médiéval. Comme il ne peut passer l'habilitation qui a lieu pendant l'inflation, Schirokauer a travaillé comme assistant de recherche pour le dictionnaire de l'Académie bavaroise des sciences, à la Deutsche Bücherei à Leipzig et comme précepteur. En 1926 il épouse l'écrivain Erna Selo-Moser et se consacre à l'écriture. De 1929 à l'arrivée des nazis en 1933, il est critique et journaliste littéraire à la Mitteldeutscher Rundfunk.
Il émigre en 1933 et travaille pour Radio Bern (de) jusqu'en 1937 comme dramaturge. En 1935, il s'installe à Florence il revient en 1937 pour renouveler son passeport. Pendant ce séjour en Allemagne, il est arrêté et interné 13 mois dans les camps de concentration de Dachau et de Buchenwald. Par la corruption, il obtient sa libération. En 1939, il émigre à Cuba puis aux États-Unis. Il perd la nationalité allemande en 1939 puis perd son doctorat l'année suivante.
Schirokauer devient professeur universitaire aux États-Unis et enseigne l'allemand, en particulier la période du Moyen Âge. En 1946, il entre à l'université Johns-Hopkins de Baltimore.
En 1953, il rejette une proposition de l'université de Francfort.